# A7MA
A7MA (leia-se "A Sétima") é uma galeria de arte de rua criada em 2012. Originalmente estava localizada na  rua Harmonia, 95B, Vila Madalena, São Paulo, perto do Beco do Batman. Porém, em 2021 mudou-se para a Medeiros de Albuquerque, 250, na antiga casa da Choque Cultural. A galeria expõe obras de artistas nacionais e internacionais, e também vendem obras e gravuras. Toda primeira terça-feira do mês às 20h acontece o Sarau do Burro.
A7MA foi criada com a fusão das galerias Fullhouse e Coletivo 132. Os membros fundadores são  Enivo, Jerry Batista, Tché Ruggi, Cristiano Kana e Alexandre Enokawa. Seu nome vem de athima, que significa "alma" em hindu. Na ocasião, os membros fundadores moravam na mesma casa, na  rua Nilo, 132, Vila Mariana, porém a casa foi demolida para a construção de um prédio por causa da especulação imobiliária na região. Os artistas fizeram um protesto chamado de In – Cômodo, porém foram despejados e se mudaram para as proximidades do Beco do Batman por vários deles já terem obras em exibição no local.

## Exposições
- Yokoso (2016)[5]

- Infame (2019)[6]

- Oculto (2021)[2]
- Organometria (2023)[7]
- O Hierofante (2023)[8]
- Kuêio (2023)[9]
- Espaço Onírico (2023)[10]